# Fræna
Fræna este o localitate rurală din provincia Møre og Romsdal, Norvegia.